# Mangora antonio
Mangora antonio là một loài nhện trong họ Araneidae.
Loài này thuộc chi Mangora. Mangora antonio được Herbert Walter Levi miêu tả năm 2007.